# Vápovice
Vápovice (en allemand : Wapowitz) est une commune du district de Jihlava, dans la région de Vysočina, en République tchèque. Sa population s'élevait à 33 habitants en 2024.

## Géographie
Vápovice se trouve à 10 km à l'est-sud-est de Telč, à 28 km au sud de Jihlava et à 132 km au sud-est de Prague.
La commune est limitée par Olšany et Stará Říše au nord, par Rozseč à l'est, par Bohuslavice au sud et au sud-ouest, et par Nová Říše et Dyjice à l'ouest.

## Histoire
La première mention écrite de la localité date de 1529.